# Augilodes scuttifer
Augilodes scuttifer är en insektsart som beskrevs av Ronald Gordon Fennah 1963. Augilodes scuttifer ingår i släktet Augilodes och familjen Caliscelidae. Inga underarter finns listade i Catalogue of Life.